# Schön Klinik

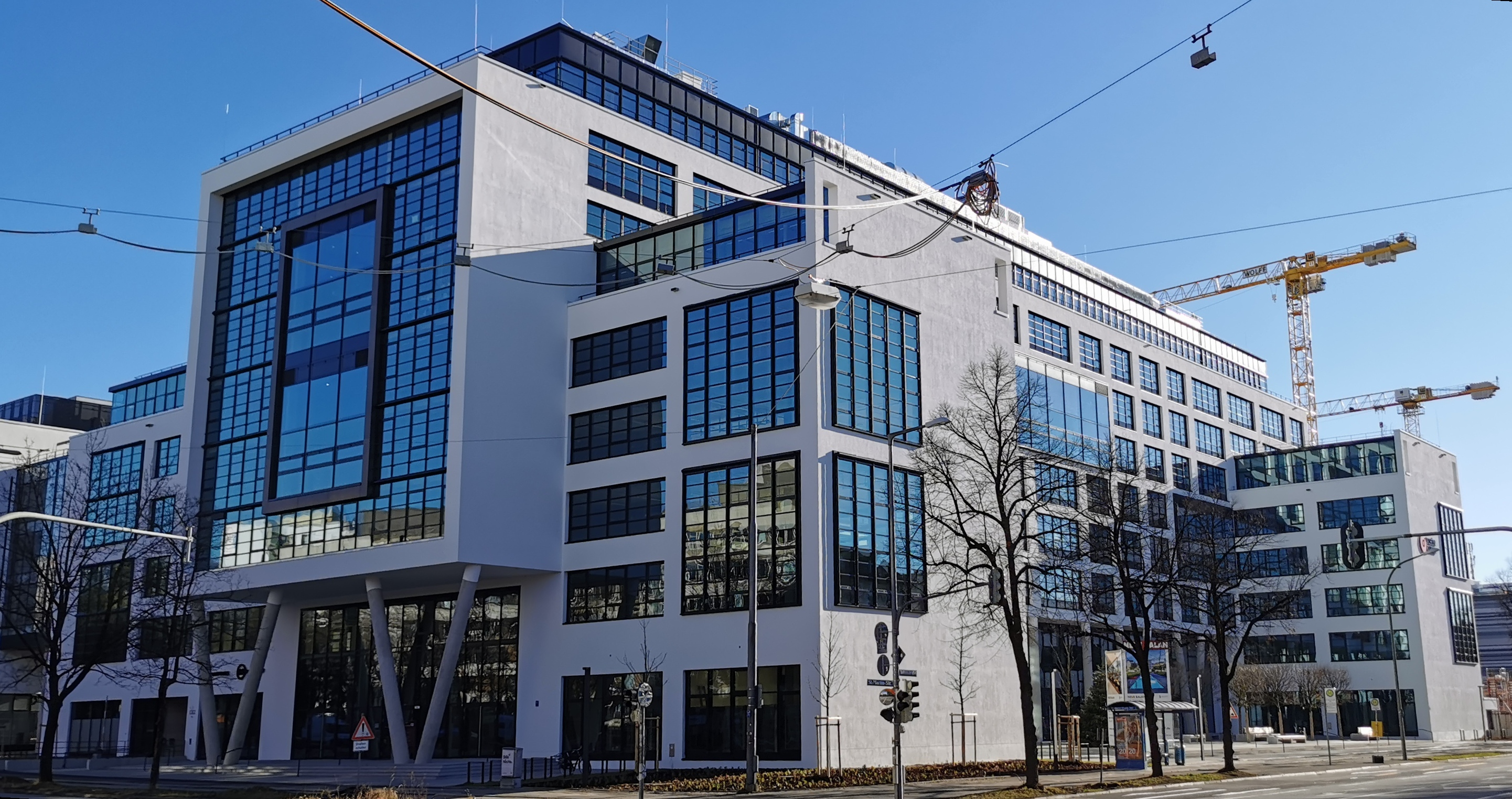
Unternehmenszentrale in München

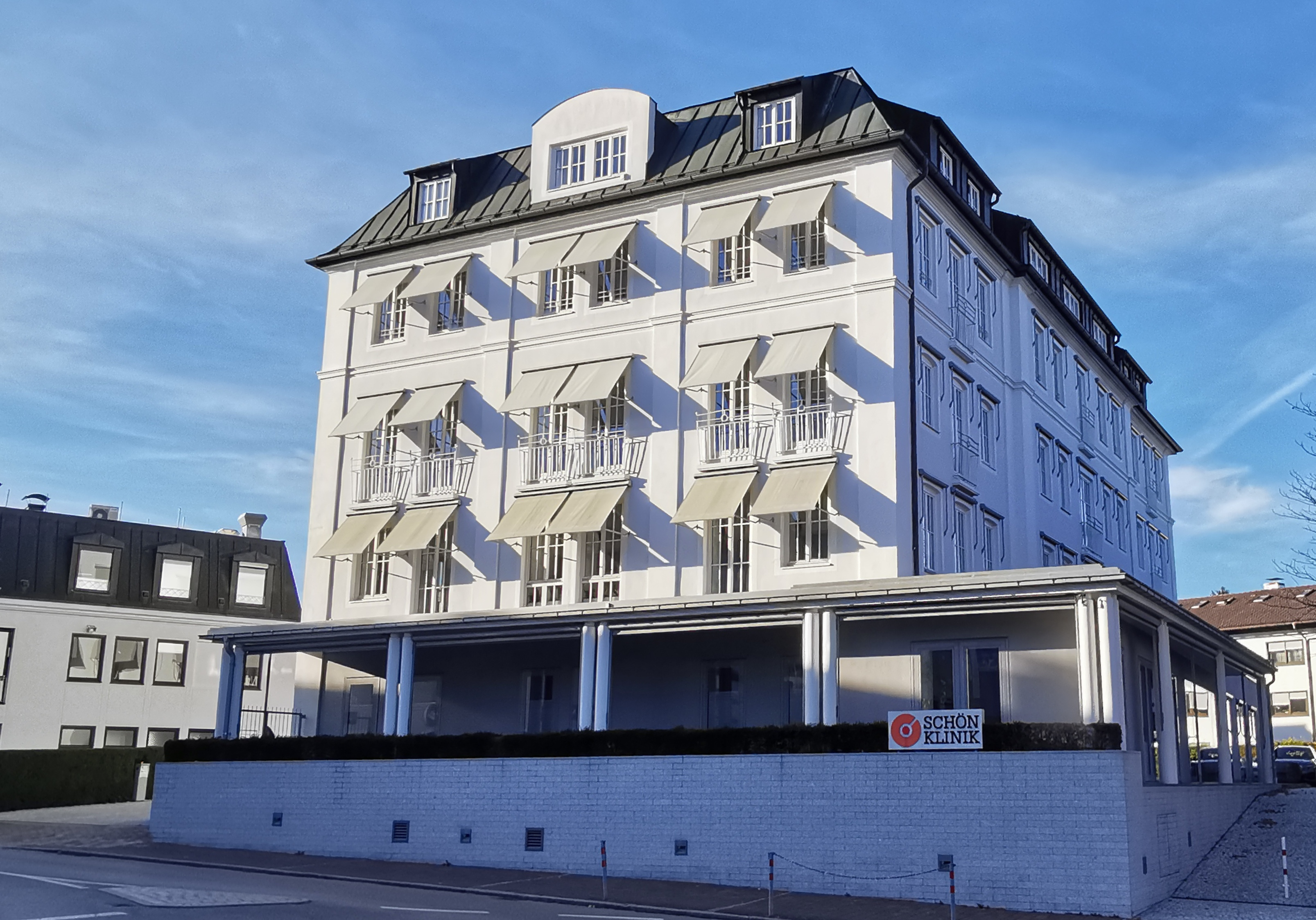
Ehemaliger Unternehmenssitz in Prien am Chiemsee

Das 1985 gegründete Unternehmen Schön Klinik ist eine Klinikgruppe mit Sitz in München (Bayern). Sie betreibt Kliniken und Zentren an 26 Standorten in Deutschland – in Bayern, Hamburg, Hessen, Nordrhein-Westfalen und Schleswig-Holstein – sowie in Großbritannien. 12.000 Mitarbeiter behandeln jährlich rund 300.000 Patienten. Im Jahr 2015 waren es rund 8800 Mitarbeiter an 17 Standorten in vier Bundesländern, die damals rund 99.000 Patienten (davon 85 % gesetzlich versichert) behandelt hatten (90 % Akutmedizin, 10 % Rehabilitation; 81 % Orthopädie, Neurologie und Psychosomatik).
Das Unternehmen ist von der Familie Schön inhabergeführt, die Private-Equity-Gesellschaft Carlyle Group ist im Rahmen einer Minderheitsbeteiligung am Unternehmen beteiligt, die Höhe der Beteiligung wird vom Unternehmen auch in den Unternehmensberichten nicht genannt. Die Gruppe ist auf Orthopädie, Neurologie, Chirurgie, Psychosomatik und Innere Medizin spezialisiert.

## Klinikstandorte

### Deutschland
Bayern
- Bad Aibling, Schön Klinik Bad Aibling Harthausen (Neurologie, Orthopädie, Endoprothetik und Rheumatologie)
- Bad Staffelstein, Schön Klinik Bad Staffelstein (Orthopädie, Neurologie und Psychosomatik) ⊙
- Berg (Starnberger See), Schön Klinik Starnberger See (Innere Medizin, Hämatologie, Onkologie, Psychosomatik und Psychotherapie) – geschlossen seit 30. November 2016
- Fürth, Schön Klinik Nürnberg Fürth (Chirurgie, Orthopädie und Endoprothetik) – geschlossen seit 2. Oktober 2020
- München-Harlaching, Schön Klinik München Harlaching (Orthopädie und Sportmedizin)
- München-Schwabing, Schön Klinik München-Schwabing (Neurologie)
- München-Haidhausen, Tagesklinik München im Daseinstein (Psychosomatik)
- Prien am Chiemsee, Schön Klinik Roseneck (Psychosomatik)
- Schönau am Königssee, Schön Klinik Berchtesgadener Land (Pneumologie und Psychosomatik) ⊙
- Vogtareuth, Schön Klinik Vogtareuth (Orthopädie, Neurologie und Innere Medizin)

Hamburg

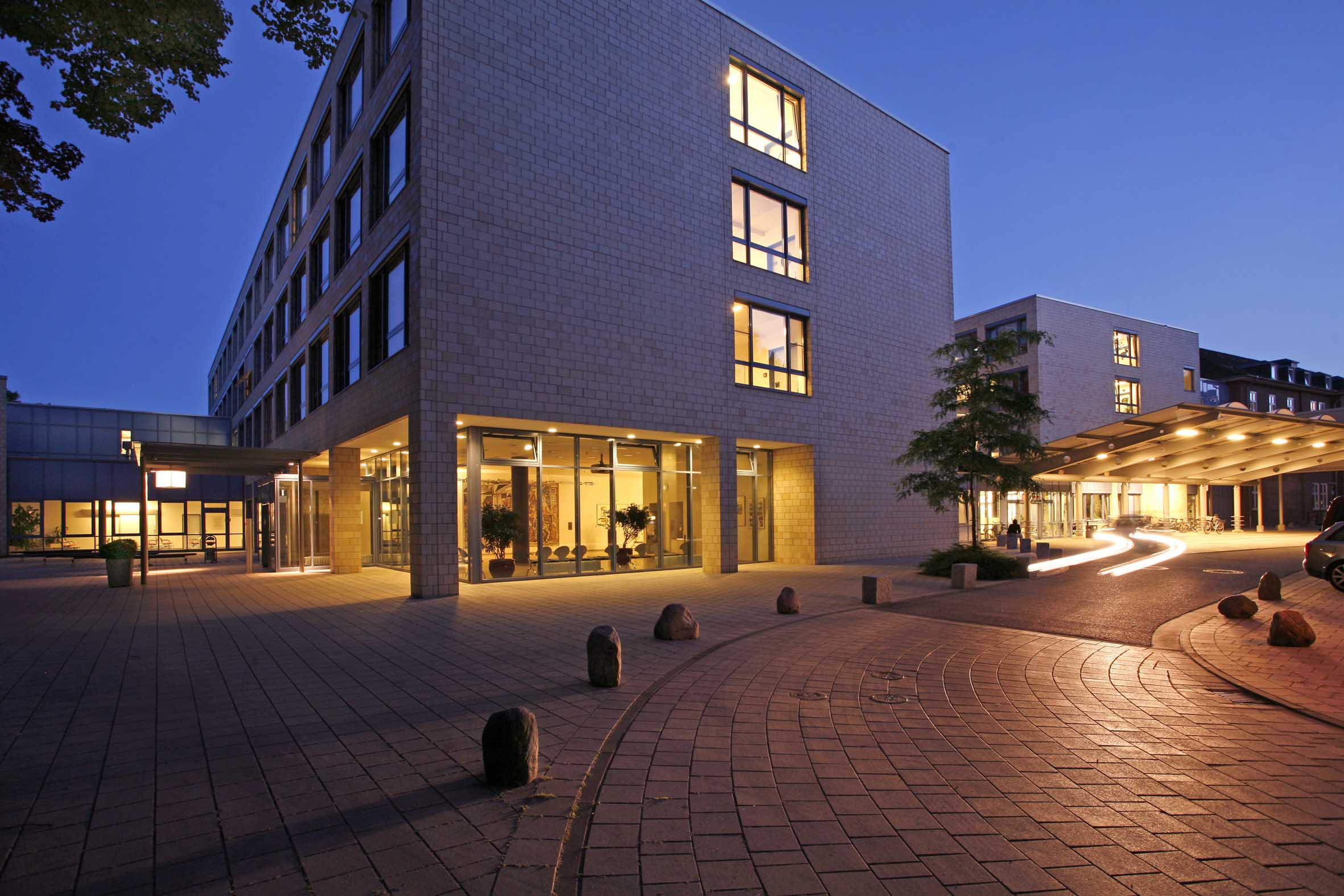
Neuer Haupteingang mit Notaufnahme der Schön Klinik Hamburg Eilbek

- Hamburg, Schön Klinik Hamburg Eilbek (Psychosomatik, Psychiatrie, Psychotherapie, Orthopädie, Endoprothetik und Chirurgie)
- Hamburg, Tagesklinik Hamburg (Psychosomatik)

Hessen

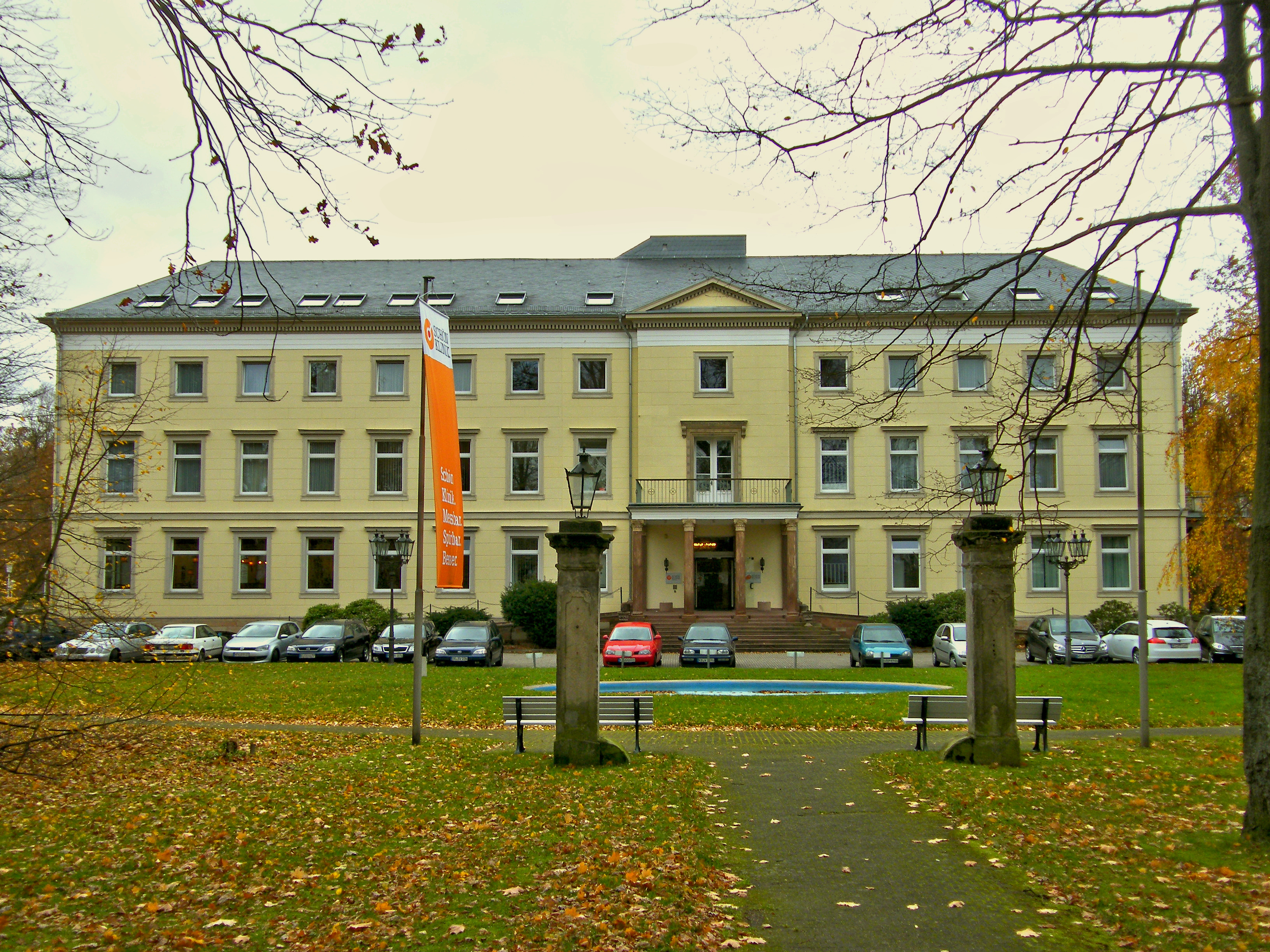
Schön Klinik Bad Arolsen Neues Schloss

- Bad Arolsen, Schön Klinik Bad Arolsen (Psychosomatik) mit zwei Klinikgebäuden: Klinik Neues Schloss an der Großen Allee und Klinik Hofgarten – die Klinik beschäftigt rund 300 Mitarbeiter[6]
- Lorsch, Schön Klinik Lorsch (Orthopädie, Chirurgie und Endoprothetik)

Nordrhein-Westfalen
- Düsseldorf, Schön Klinik Düsseldorf (Hals-Nasen-Ohren-Heilkunde, Kardiologie, Angiologie, Orthopädie und Gefäßchirurgie)

Schleswig-Holstein
- Bad Bramstedt, Schön Klinik Bad Bramstedt (Psychosomatik)
- Eckernförde, Schön Klinik Eckernförde
- Neustadt in Holstein, Schön Klinik Neustadt (Orthopädie, Neurologie, Kardiologie, Chirurgie)
- Rendsburg, Schön Klinik Rendsburg

### Großbritannien
- London, Schoen Clinic London . verkauft zum 30. Mai 2023
- London, Schoen Clinic Chelsea
- York, Schoen Clinic York, The Retreat[9]